# Norm Sloan
Norman Sloan, (nacido el 25 de junio de 1926 en Indianapolis, Indiana y fallecido el 9 de diciembre de 2003 en  Durham, Carolina del Norte) fue un entrenador de baloncesto estadounidense que estuvo en activo durante más de 30 años entrenando en la NCAA.

## Trayectoria
- Presbyterian College (1951-1955)
- Universidad de Memphis (1955-1956), (Ayudante)
- The Citadel (1956-1960)
- Universidad de Florida (1960-1966)
- Universidad de North Carolina State (1966-1980)
- Universidad de Florida (1980-1989)